# Clelandella
Clelandella là một chi ốc biển, là động vật thân mềm chân bụng sống ở biển trong họ Trochidae, họ ốc đụn.

## Các loài
Các loài trong chi Clelandella gồm có:
- Clelandella artilesi Vilvens, Swinnen & Deniz, 2011
- Clelandella azorica Gofas, 2005[2]
- Clelandella dautzenbergi Gofas, 2005[3]
- Clelandella madeirensis Gofas, 2005[4]
- Clelandella miliaris (Brocchi, 1814)[5]
- Clelandella myriamae Gofas, 2005[6]
- Clelandella perforata Gofas, 2005[7]

Species brought into synonymy
- Clelandella clelandi (W. Wood, 1828): synonym of Clelandella miliaris (Brocchi, 1814)